# Пепеляшка (филм, 2015)
Вижте пояснителната страница за други значения на Пепеляшка.
„Пепеляшка“ (на английски: Cinderella) е романтичен фентъзи филм от 2015 година на режисьора Кенет Брана по сценарий на Крис Вайц, и е копродуциран от Walt Disney Pictures, Kinberg Genre, Allison Shearmur Productions и Beagle Pug Films. Филмът е базиран по едноименната приказка на Шарл Перо и е игрална адаптация на едноименния анимационен филм от 1950 г. на Уолт Дисни. Във филма участват Лили Джеймс като едноименната героиня, Кейт Бланшет, Ричард Мадън, Стелан Скарсгорд, Холидей Грейнджър, Дерек Джейкъби и Хелена Бонам Картър.
Разработката за игрално преобразяване на оригиналния анимационен филм започва през май 2010 г., когато продуцентът Саймън Кинбърг се привърза към проекта. През януари 2013 г. Брана се подписа като режисьор на филма, докато Уайц е нает да напише сценария. През ноември 2012 г., кастингът започва, Бланшет е първата, която подписва; Джеймс е одобрена за главна героиня през април 2013 г. Снимките започват на 23 септември 2013 г. в Pinewood Studios в Бъкингамшър, Англия и приключват на 14 декември.
„Пепеляшка“ прави световната си премиера на 13 февруари 2015 г. на 65-ия Международен филмов фестивал в Берлин и е пуснат театрално в Съединените щати на 13 март 2015 г. и във Великобритания на 27 март от Уолт Дисни Студиос Моушън Пикчърс. Печели повече над $542 в световен мащаб, като става най-високобюджетният филм на Брана като режисьор. Филмът получава смесени отзиви от критиците и е номиниран за най-добри костюми в 88-те награди „Оскар“, 21‑ви награди „Изборът на критиците“ и 69-и награди на БАФТА.

## Актьорски състав
- Лили Джеймс – Пепеляшка (Ела)
  - Елоиз Уеб като 10-годишната Ела
- Ричард Мадън – Принцът (Кит)
- Кейт Бланшет – Лейди Тримейн
- Хелена Бонам Картър – Феята-кръстница
- Нонсо Анози – Капитан
- Стелан Скарсгард – Великият херцог
- Софи Макшера – Дризела
- Холидей Грейнджър – Анастасия
- Дерек Джейкъби – Кралят
- Бен Чаплин – Бащата на Ела
- Хейли Атуел – Майката на Ела

## Награди и номинации
| Категория                              | Номиниран(и)                | Резултат                    |
| Оскар (28 февруари 2016 г.)            | Оскар (28 февруари 2016 г.) | Оскар (28 февруари 2016 г.) |
| -------------------------------------- | --------------------------- | --------------------------- |
| Най-добри костюми                      | Най-добри костюми           | номинация                   |
| Награда на БАФТА (14 февруари 2016 г.) |                             |                             |
| Най-добри костюми                      | Най-добри костюми           | номинация                   |
| Сателит (21 февруари 2016 г.)          |                             |                             |
| Най-добри декори                       | Най-добри декори            | номинация                   |
| Най-добри костюми                      | Най-добри костюми           | номинация                   |
| Емпайър (20 март 2016 г.)              |                             |                             |
| Най-добри костюми                      | Най-добри костюми           | номинация                   |

## В България
В България филмът е пуснат по кината на 13 март 2015 г. от Форум Филм България.
През 2020 г. се излъчва премиерно по HBO с български войсоувър дублаж на Доли Медия Студио.
На 8 април 2018 г. се излъчва и по NOVA с разписание неделя от 20:00 ч.